# Choco-comum
Sepia officinalis, conhecida vulgarmente por choco-comum é uma espécie de choco da família Sepiidae.

## Descrição
Espécie de corpo oval achatado, com uma concha interna, a siba, oito braços com adas de ventosas e dois tentáculos longos e retráteis que utiliza para capturar as presas. O corpo cinzento-esbranquiçado apresenta frequentemente bandas dorsais escuras.

## Distribuição geográfica
É encontrado no Atlântico Nordeste, Arquipélago da Madeira e Mar Mediterrâneo.

## Habitat e ecologia
Habita junto ao fundo marinho, sendo mais comum até aos 200 m. Geralmente, durante o dia está escondido na areia. No Verão migra para águas mais costeiras.